# James Leo Herlihy
James Leo Herlihy (ur. 27 lutego 1927 w Detroit, zm. 21 października 1993 w Los Angeles) – amerykański powieściopisarz i dramaturg.

## Życiorys
Pochodził z rodziny robotniczej z Detroit. Ukończył John J. Pershing High School. W latach 1944–1946 służył w marynarce wojennej. Studiował rzeźbę, malarstwo, muzykę i literaturę na Black Mountain College. Był też aktorem. Popełnił samobójstwo w Los Angeles, przedawkowując tabletki nasenne.
Był autorem powieści Nocny kowboj (Midnight Cowboy) z 1965 (zekranizowanej przez Johna Schlesingera w 1969 roku), polski przekład Tomasza Mirkowicza ukazał się w 1979.
Inna znana jego powieść to All Fall Down (1960, film pt. Wszystkie mu ulegają z 1962 roku), napisał również sztukę Blue Denim (1958, zekranizowana w 1959 roku).